# Ановулација
Ановулација је један од поремећаја менструалног циклуса у коме јајници током менструалног циклуса не отпуштају јајну ћелију, па изостаје овулација. При томе треба имати у виду да жена која не овулира у сваком менструалном циклусу не мора нужно да пролази кроз менопаузу. Хронична ановулација, која је чест узрок неплодности, поред менструалних промена и неплодности, може изазвати или погоршати друга хронична стања као што су хиперандрогенизам или остеопенија, а има и важну улогу у вишеструким дисбалансима и дисфункцијама код синдрома полицистичних јајника.
Током прве две године након менархе, 50% менструалних циклуса може бити ановулацијско.
Овулацију је могуће обновити одговарајућим лековима у приближно 90% случајева, након правилно постављене дијагнозе ановулације и идентификације њене етиологије, која није лака, јер жене са ановулацијом и даље имају (мање или више) редовне менструације, али не успевају да затрудне.
Мапирање телесне температуре је користан начин за откривање раних знакова ановулације и може помоћи гинеколозима у раном постављању дијагнозе.

## Класификација
Критеријуми Светске здравствене организације за класификацију ановулације укључују одређивање олигоменореје (менструални циклус >35 дана) или аменореје (изостанак менструалног циклус >6 месеци), у комбинацији са концентрацијом пролактина, фоликулостимулирајућег хормона (ФСХ) и естрадиола (Е2). На основу ових критеријума пацијенткиње су класификоване као:
- СЗО1 (15%) – хипогонадотропне, хипоестрогене ановулације,

- СЗО2 (80%) – нормогонадотропне, нормоестрогене  ановулације,

- СЗО3 (5%) – хипергонадотропне, хипоестрогене ановулације.

Велика већина пацијената са ановулацијом припада групи СЗО2'{{cite book|author= |title= и показује веома хетерогене симптоме ановулације, гојазности, биохемијског или клиничког хиперандрогенизма и инсулинске резистенција.

## Етиологија

### Хормонски дисбаланс
Хормонски дисбаланс је најчешћи узрок ановулације и сматра се да чини око 70% свих случајева. Отприлике половина жена са хормонском неравнотежом не ствара довољно фоликула да би обезбедила развој јајашца, вероватно због лоше хормонскесекреције из хипофизе или хипоталамуса. Хипофиза контролише већину других хормонских жлезда у људском телу. Према томе, сваки поремећај хипофизе утиче на друге жлезде под њеним утицајем, укључујући и јајнике. Ово се дешава у око 10% случајева. Млечне жлезде такође контролише хипофиза, тако да може утицати и на лактацију. Хипофиза контролише и хипоталамус. У 10% случајева, промене хемијских сигнала из хипоталамуса често могу озбиљно да утичу на јајнике .
Постоје и друге хормонске аномалије које немају директну везу са горе наведеним које могу утицати на овулацију. На пример, жене са хипер или хипотиреозом понекад имају проблема са овулацијом. Дисфункција штитне жлезде може зауставити овулацију, нарушавајући равнотежу природних репродуктивних хормона у телу . 
Синдром полицистичних јајника (такође познат као Стеин-Левентхал синдром) и хиперпролактинемија такође могу изазвати ановулацијске циклусе кроз хормонску неравнотежу.

### Функционални проблеми
Функционални проблеми чини око 10-15% свих случајева ановулације. Јајници могу престати да раде у око 5% случајева. То може бити зато што јајници не садрже јајашца. Међутим, потпуна блокада јајника ретко је узрок неплодности. Блокирани јајници могу поново да функционишу без јасног медицинског објашњења. 
У неким случајевима, јаје је можда правилно сазрело, али фоликул можда није пукнуо (или је пукнуо без ослобађања јајета). Ово се зове синдром лутеинизованог неруптурисаног фоликула (ЛУФС). 
Физичко оштећење јајника или јајника са више циста може утицати на њихову способност функционисања. Ово се зове дистрофија јајника. Пацијенти који пате од Стеин-Левентхаловог синдромом (такође познатим као синдром полицистичних јајника такође могу патити од ановулације.
До 90% случајева ановулације је узроковано полицистичним јајницима; овај синдром је обично наследан.
Губитак тежине или анорексија такође могу изазвати хормонску неравнотежу, што доводи до неправилне овулације (дисовулације). Могуће је да је овај механизам еволуирао да би заштитио здравље мајке. Трудноћа у којој је мајка слаба могла би представљати ризик по здравље бебе и мајке. С друге стране, вишак килограма такође може изазвати дисфункцију јајника. Доктор Барбиери са Харвардске медицинске школе указао је да су случајеви ановулације прилично чести код жена са БМИ (индексом телесне масе ) од 27 кг/м2 . Не само да вишак килограма негативно утиче на саму овулацију, већ и на ефикасност лечења и исходе АРТ (потпомогнуте репродуктивне технологије).

## Клиничка слика
Ановулација је обично повезана са специфичним симптомима. Међутим, важно је напоменути да се не морају сви манифестовати у исто време. 
Аменореја (изостанак менструације се јавља код око 20% жена са овулаторном дисфункцијом. 
Ретке и слабе менструације се јављају код око 40% жена са овулаторном дисфункцијом. 
Други потенцијални симптом су нередовне менструације  ( пет или више менструалних циклуса годишње пет или више дана краћи или дужи циклус од просечне дужине циклуса).
Одсуство мастодиније (бола или осетљивост дојке) која се јавља код око 20% жена са проблемима овулације.
Могућа је и повећана телесна тежина и појава длака на лицу, што се релативно лако лечи и често се повезује са синдромом полицистичних јајника.

### Повезане промене
Код већине жена, промене у менструалним циклусима су главни показатељ хроничне ановулације. Овулаторна менструација је обично редовна и предвидљива у смислу дужине циклуса, трајања и тежине крварења и других симптома. Овулаторни периоди су често праћени симптомима средњег циклуса као што су благи бол или предменструални симптоми. Насупрот томе, ановулација се обично манифестује као менструална неправилност, односно непредвидива варијабилност интервала, трајања или крварења. 
Ановулација такође може изазвати прекид менструације ( секундарна аменореја ) или прекомерно крварење ( дисфункционално крварење из материце ). Благи бол и предменструални симптоми су обично одсутни или су смањени када жена има ановулацију.

## Дијагноза

### Свест о плодности и мерење ЛХ
Методе свести о плодности засноване на симптомима могу се користити за откривање овулације или за утврђивање да су циклуси ановулацијски. Мапирање менструалног циклуса се може урадити ручно или уз помоћ различитих монитора плодности. Записи једног од примарних знакова свести о плодности – базалне телесне температуре – могу открити овулацију, идентификујући промену температуре која се јавља након овулације. Сматра се да је то најпоузданији начин да се потврди да ли је дошло до овулације.
Жене такође могу да користе комплете за предвиђање овулације (ОПК) који откривају пораст нивоа лутеинизирајућег хормона (ЛХ) што обично указује на непосредну овулацију. За неке жене, ови уређаји не откривају пораст ЛХ или су високи нивои ЛХ лош предиктор овулације; ово је посебно често код жена са полицистичним јајницима. У таквим случајевима, ОПК и они монитори плодности засновани на ЛХ могу показати лажне резултате, са повећаним бројем лажно позитивних или лажно негативних. Др Фреундл са Универзитета у Хајделбергу сугерише да тестови који користе ЛХ као референцу често немају осетљивост и специфичност.

## Терапија

### Промене животног стила
Ановулација се потенцијално може санирати променама у начину живота. Код жена са ановулаторним синдромом полицистичних јајника, губитак тежине генерално доводи до побољшања менструације, овулације и стопе трудноће.
Код иначе здравих жена са ановулацијом, здрава исхрана може повољно утицати на овулаторне поремећаје, као што је већа потрошња мононезасићених масти уместо транс масти, биљних, а не животињских извора протеина, млечних производа са високим садржајем масти, мултивитамина и гвожђа.

### Индукција овулације
Главне алтернативе индукцији овулације лековима су:
- Антиестроген, који изазива инхибицију негативне повратне спреге естрогена у хипофизи, што резултује повећањем лучења фоликулостимулирајућег хормона.[16] Лекови који се користе за овај ефекат су углавном кломифен цитрат и тамоксифен (оба делују као селективни модулатор естрогенских рецептора, као и летрозол ( инхибитор ароматазе ).
- Фоликулостимулишући хормон (ФСХ), директно стимулише јајнике. Код жена са ановулацијом, може бити алтернатива након 7 до 12 покушаја циклуса хипофизног повратног режима (што доказује кломифен-цитрат), и други препарати јефтинији и лакши за контролу.[17]

### Вантелесна оплодња
Стандардна процедура вантелесне оплодње подразумева контролисану хиперстимулацију јајника гонадотропинима, у већим дозама, са намером да се подстакне развој прекобројних фоликула. Потом следи налаз трансвагиналних јајних ћелија, коинкубација, а затим ембриотрансфер безбедног броја фоликула, којих према међународним смерницама не треба да буде више од два.

### Други третмани
Бромокриптин
Бромокриптин, који се прописује само у случајевима прекомерне производње пролактина ( хиперпролактинемија ). делује на потпуно другачији начин од осталих горе наведених третмана.
Кортикостероиди
Кортикостероиди (обично се налазе у антиинфламаторним лековима) који се обично користе за смањење производње тестостерона могу се користити за лечење ановулације, ако је узрокована прекомерном производњом мушких полних хормона од стране надбубрежне жлезде. 
Метформин
Метформин је раније био препоручиван за лечење ановулацијоног синдрома код полицистичних јајника, али у највећој студији до сада, која је упоређивала кломифен са метформином, кломифен је био ефикаснији од самог метформина. Након ове студије, консензусом групе коју је спонзорисала ЕСХРЕ/АСРМ није препоручила метформин за стимулацију овулације. Накнадна рандомизована испитивања потврдила су недостатак доказа за замену метформина кломифеном.
Промена начина живота
Неколико студија указује да у неким случајевима једноставна промена начина живота може помоћи пацијентима који пате од ановулације. На пример, консултација са нутриционистом може помоћи младој жени која пати од анорексије да добије на тежини, што би могло да поново покрене њен менструални циклус . 
Супротно томе, млада жена са прекомерном тежином која успе да смрша може такође да ублажи проблем ановулације (губитак од само 5% телесне тежине може бити довољан да поново покрене овулацију). Међутим, опште је прихваћено да је пацијентима са полицистичним јајником обично веома тешко да изгубе тежину.